# Division Nationale (1962/1963)
Sezon 1962/63 Division 1.

## Tabela końcowa
|    | Klub                  | Pkt | M  | Z  | R  | P  | G+ | G− | +/− |  | Komentarz                                             |
| -- | --------------------- | --- | -- | -- | -- | -- | -- | -- | --- |  | ----------------------------------------------------- |
| 1  | AS Monaco             | 50  | 38 | 20 | 10 | 8  | 77 | 44 | +33 |  | Mistrz Francji Puchar Mistrzów                        |
| 2  | Stade de Reims        | 47  | 38 | 19 | 9  | 10 | 79 | 52 | +27 |  |                                                       |
| 3  | UA Sedan-Torcy        | 46  | 38 | 19 | 8  | 11 | 68 | 46 | +22 |  |                                                       |
| 4  | Girondins Bordeaux    | 45  | 38 | 15 | 15 | 8  | 63 | 38 | +25 |  |                                                       |
| 5  | Olympique Lyon        | 43  | 38 | 15 | 13 | 10 | 52 | 41 | +11 |  | Puchar Zdobywców Pucharów (finalista Coupe de France) |
| 6  | Nîmes Olympique       | 42  | 38 | 16 | 10 | 12 | 67 | 47 | +20 |  |                                                       |
| 7  | Toulouse FC           | 42  | 38 | 16 | 10 | 12 | 64 | 52 | +12 |  |                                                       |
| 8  | FC Rouen              | 42  | 38 | 18 | 6  | 14 | 59 | 57 | +2  |  |                                                       |
| 9  | US Valenciennes-Anzin | 41  | 38 | 13 | 15 | 10 | 60 | 45 | +15 |  |                                                       |
| 10 | RC Paris              | 41  | 38 | 14 | 13 | 11 | 80 | 71 | +9  |  | Puchar Miast Targowych                                |
| 11 | Stade Rennais         | 41  | 38 | 14 | 13 | 11 | 69 | 71 | –2  |  |                                                       |
| 12 | OGC Nice              | 38  | 38 | 14 | 10 | 14 | 64 | 79 | –15 |  |                                                       |
| 13 | Angers SCO            | 37  | 38 | 13 | 11 | 14 | 51 | 64 | –13 |  |                                                       |
| 14 | RC Strasbourg         | 34  | 38 | 9  | 16 | 13 | 54 | 63 | –9  |  |                                                       |
| 15 | Stade Français        | 32  | 38 | 11 | 10 | 17 | 54 | 70 | –16 |  |                                                       |
| 16 | RC Lens               | 30  | 38 | 10 | 10 | 18 | 60 | 67 | –7  |  |                                                       |
| 17 | FC Grenoble           | 28  | 38 | 7  | 14 | 17 | 36 | 61 | –25 |  | Spadek do Division 2                                  |
| 18 | FC Nancy              | 28  | 38 | 9  | 10 | 19 | 37 | 66 | –29 |  | Spadek do Division 2                                  |
| 19 | SO Montpellier        | 27  | 38 | 9  | 9  | 20 | 50 | 77 | –27 |  | Spadek do Division 2                                  |
| 20 | Olympique Marsylia    | 26  | 38 | 9  | 8  | 21 | 42 | 75 | –33 |  | Spadek do Division 2                                  |

## Awans do Division 1
- AS Saint-Etienne
- FC Nantes

## Najlepsi strzelcy
| Miejsce | Piłkarz             | Narodowość          | Klub                  | Gole |
| ------- | ------------------- | ------------------- | --------------------- | ---- |
| 1       | Serge Masnaghetti   | Francja             | US Valenciennes-Anzin | 35   |
| 2       | Lucien Cossou       | Francja             | AS Monaco             | 28   |
| 3       | Hassan Akesbi       | Maroko              | Stade de Reims        | 24   |
| 4       | Aimé Gori           | Francja             | Girondins Bordeaux    | 22   |
| –       | Khennane Mahi       | Algieria            | Toulouse FC           | 22   |
| 6       | Mohamed Salem       | Francja · Algieria  | UA Sedan-Torcy        | 21   |
| 7       | Antoine Groschulski | Francja · Polska    | FC Nancy              | 20   |
| –       | Hector De Bourgoing | Francja · Argentyna | OGC Nice              | 20   |
| –       | Salah Djebailli     | ?                   | Nîmes Olympique       | 20   |
| 10      | Guy Van Sam         | Francja             | RC Paris              | 18   |
| 11      | Ahmed Oudjani       | Algieria            | RC Lens               | 17   |
| –       | Miloš Milutinović   |                     | RC Paris              | 17   |
| 13      | Nestor Combin       | Francja             | Olympique Lyon        | 16   |
| –       | Alain Jubert        | Francja             | Stade Rennais         | 16   |
| –       | Jean-Michel Lachot  | Francja             | FC Rouen              | 16   |